# Filmjahr 1917
Liste der Filmjahre

◄◄ | ◄ | 1913 | 1914 | 1915 | 1916 | Filmjahr 1917 | 1918 | 1919 | 1920 | 1921 | ► | ►►

Weitere Ereignisse

## Ereignisse

### Uraufführungen

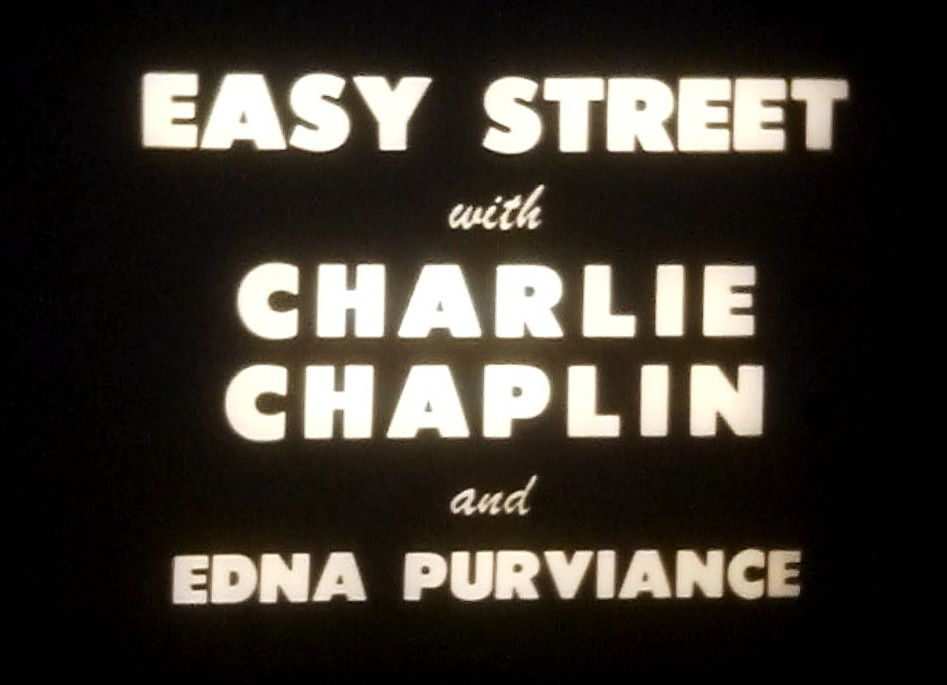
Easy Street Filmtitel

- Die für den 22. Januar geplante Premiere von Charlie Chaplins Stummfilmkomödie Easy Street (Leichte Straße) muss wegen mehrerer Pannen auf dem Set um zwei Wochen verschoben werden. Die „komische Parodie der viktorianischen Besserungs-Melodramen“ gilt als eines der frühen Meisterwerke des Künstlers.
- 17. Juni: Die Tragikomödie The Immigrant (Der Einwanderer) mit Charlie Chaplin und Edna Purviance in den Hauptrollen hat ihre Uraufführung. Ausschnitte aus dem Film werden in der McCarthy-Ära als „Beweis“ für Chaplins angeblichen Antiamerikanismus herangezogen.
- 9. November: Mit Quirino Cristianis El Apóstol läuft der erste Zeichentrickfilm in Spielfilmlänge in den argentinischen Kinos an.
- 9. Dezember: Der Slapstickkurzfilm Move On mit Harold Lloyd wird in den Vereinigten Staaten uraufgeführt.

- Mit dem ersten von insgesamt vier Teilen von Es werde Licht! (Regie: Richard Oswald) kommt der erste Sitten- bzw. Aufklärungsfilm in die Kinos.
- Die Stummfilmparodie Der Golem und die Tänzerin von und mit Paul Wegener wird Mitte des Jahres uraufgeführt.

### Firmengründungen
- 12. September: Die beiden ehemaligen Schulkameraden August Arnold und Robert Richter gründen in München die Firma Arnold & Richter, kurz ARRI als Anbieter von Technik und Dienstleistungen für die Film- und Medienwirtschaft.
- Die Filmverleih- und Produktionsfirma First National wird als Zusammenschluss 26 regionaler Verleihfirmen unter der Federführung von Thomas L. Tally gegründet. Ursprünglich ist der Zweck der Firma, Filme zu finanzieren und anschließend den Verleih zu übernehmen, doch schon bald kommt eine eigene Produktion hinzu.

### Weitere Ereignisse
- Februar: Bei einem Studiobesuch lädt Roscoe Arbuckle den anfangs skeptischen Vaudeville-Komiker Buster Keaton spontan ein, in einem seiner Filme aufzutreten. The Butcher Boy gilt als Keatons Leinwanddebüt.
- 18. Dezember: In Berlin wird auf Wunsch der Obersten Heeresleitung die Universum-Film AG (Ufa) als Zusammenschluss privater Filmfirmen gegründet.

- Technicolor wird bei dem Film The Gulf Between zweifarbig zum ersten Mal eingesetzt.

### Erfolgreichste Filme
Die fünf erfolgreichsten Filme an den US-amerikanischen Kinokassen nach Einspielergebnis:
| Platz | Filmtitel                 | Einspielergebnis in US-Dollar |       |
| ----- | ------------------------- | ----------------------------- | ----- |
| 1.    | Cleopatra                 | 1.000.000                     | [ 1 ] |
| 2.    | The Little American       | 446.236                       | [ 2 ] |
| 3.    | A Romance of the Redwoods | 424.718                       | [ 2 ] |
| 4.    | The Woman God Forgot      | 340.504                       | [ 2 ] |
| 5.    | The Devil Stone           | 296.031                       | [ 2 ] |

## Geboren

### Januar bis März
- 05. Januar: Jane Wyman, US-amerikanische Schauspielerin († 2007)
- 10. Januar: Hilde Krahl, österreichische Schauspielerin († 1999)
- 15. Januar: Göran Strindberg, schwedischer Kameramann († 1991)

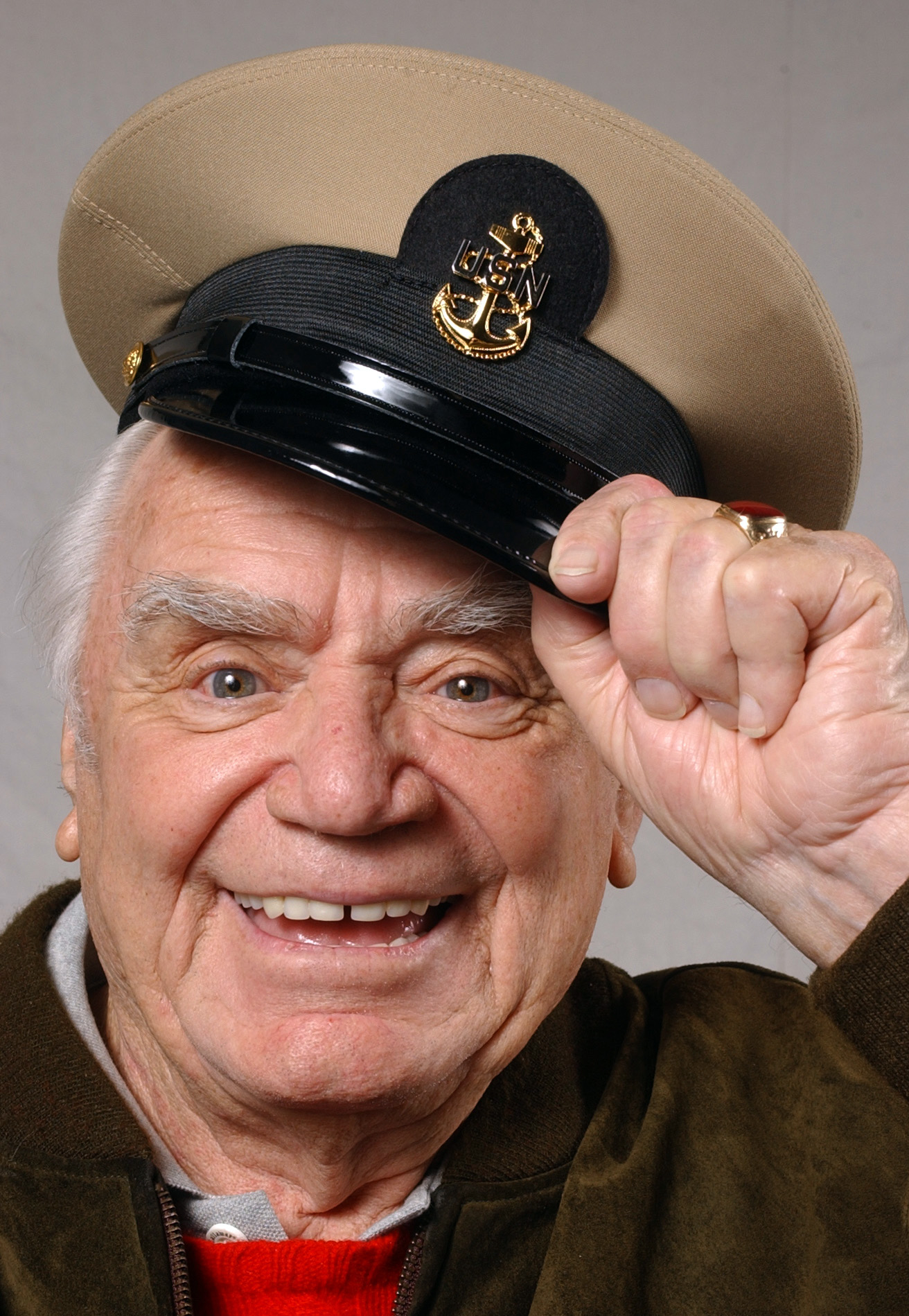
Ernest Borgnine (* 24. Januar)

- 24. Januar: Ernest Borgnine, US-amerikanischer Schauspieler († 2012)
- 25. Januar: Georg Tressler, österreichischer Regisseur († 2007)

- 05. Februar: Yamada Isuzu, japanische Schauspielerin († 2012)
- 06. Februar: Zsa Zsa Gabor, ungarische Schauspielerin († 2016)
- 11. Februar: Giuseppe De Santis, italienischer Regisseur († 1997)
- 11. Februar: Sidney Sheldon, US-amerikanischer Schriftsteller und Drehbuchautor († 2007)
- 13. Februar: Alain Poiré, französischer Produzent († 2000)
- 21. Februar: Lucille Bremer, US-amerikanische Schauspielerin († 1996)
- 22. Februar: A. D. Flowers, US-amerikanische Filmtechniker und Fachmann für Spezialeffekte († 2001)
- 25. Februar: Brenda Joyce, US-amerikanische Schauspielerin († 2009)

- 11. März: Earl Bellamy, US-amerikanischer Regisseur († 2003)
- 12. März: Millard Kaufman, US-amerikanischer Drehbuchautor († 2009)
- 12. März: Googie Withers, US-amerikanische Schauspielerin († 2011)
- 22. März: Virginia Grey, US-amerikanische Schauspielerin († 2004)
- 22. März: Paul Rogers, britischer Schauspieler († 2013)

### April bis Juni
- 01. April: Melville Shavelson, US-amerikanischer Regisseur und Drehbuchautor († 2007)
- 07. April: R. G. Armstrong, US-amerikanischer Schauspieler († 2012)
- 09. April: Brad Dexter, US-amerikanischer Schauspieler († 2002)
- 15. April: Hans Conried, US-amerikanischer Synchronsprecher sowie Film-, Fernseh- und Bühnenschauspieler († 1982)
- 16. April: Barry Nelson, US-amerikanischer Schauspieler († 2007)
- 17. April: Massimo Dallamano, italienischer Regisseur († 1976)
- 29. April: Maya Deren, US-amerikanische Avantgarde-Regisseurin und Filmtheoretikerin († 1961)

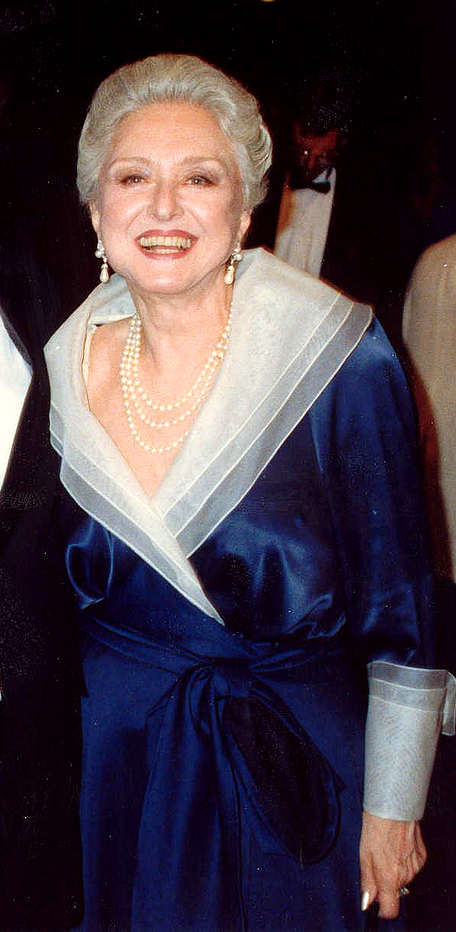
Celeste Holm (* 29. April)

- 29. April: Celeste Holm, US-amerikanische Schauspielerin († 2012)
- 30. April: Harry Brown, US-amerikanischer Drehbuchautor († 1986)

- 01. Mai: Danielle Darrieux, französische Schauspielerin († 2017)
- 16. Mai: George Gaynes, US-amerikanischer Schauspieler († 2016)
- 16. Mai: Ulrich Matschoss, deutscher Schauspieler († 2013)
- 18. Mai: James Donald, britischer Schauspieler († 1993)
- 21. Mai: Raymond Burr, US-amerikanischer Schauspieler († 1993)
- 31. Mai: Jean Rouch, französischer Regisseur († 2004)

- 07. Juni: Dean Martin, US-amerikanischer Schauspieler und Sänger († 1995)
- 18. Juni: Richard Boone, US-amerikanischer Schauspieler († 1981)
- 30. Juni: Susan Hayward, US-amerikanische Schauspielerin († 1975)

### Juli bis September
- 04. Juli: Ugo Fasano, italienischer Dokumentarfilmer († 2002)
- 14. Juli: Arthur Laurents, US-amerikanischer Drehbuchautor († 2011)
- 17. Juli: Phyllis Diller, US-amerikanische Schauspielerin († 2012)
- 20. Juli: Paul Hubschmid, schweizerischer Schauspieler († 2002)
- 22. Juli: Fernando Garcia, portugiesischer Regisseur und Filmkritiker († 2008)
- 26. Juli: Lorna Gray, US-amerikanische Schauspielerin († 2017)
- 27. Juli: Bourvil, französischer Schauspieler († 1970)

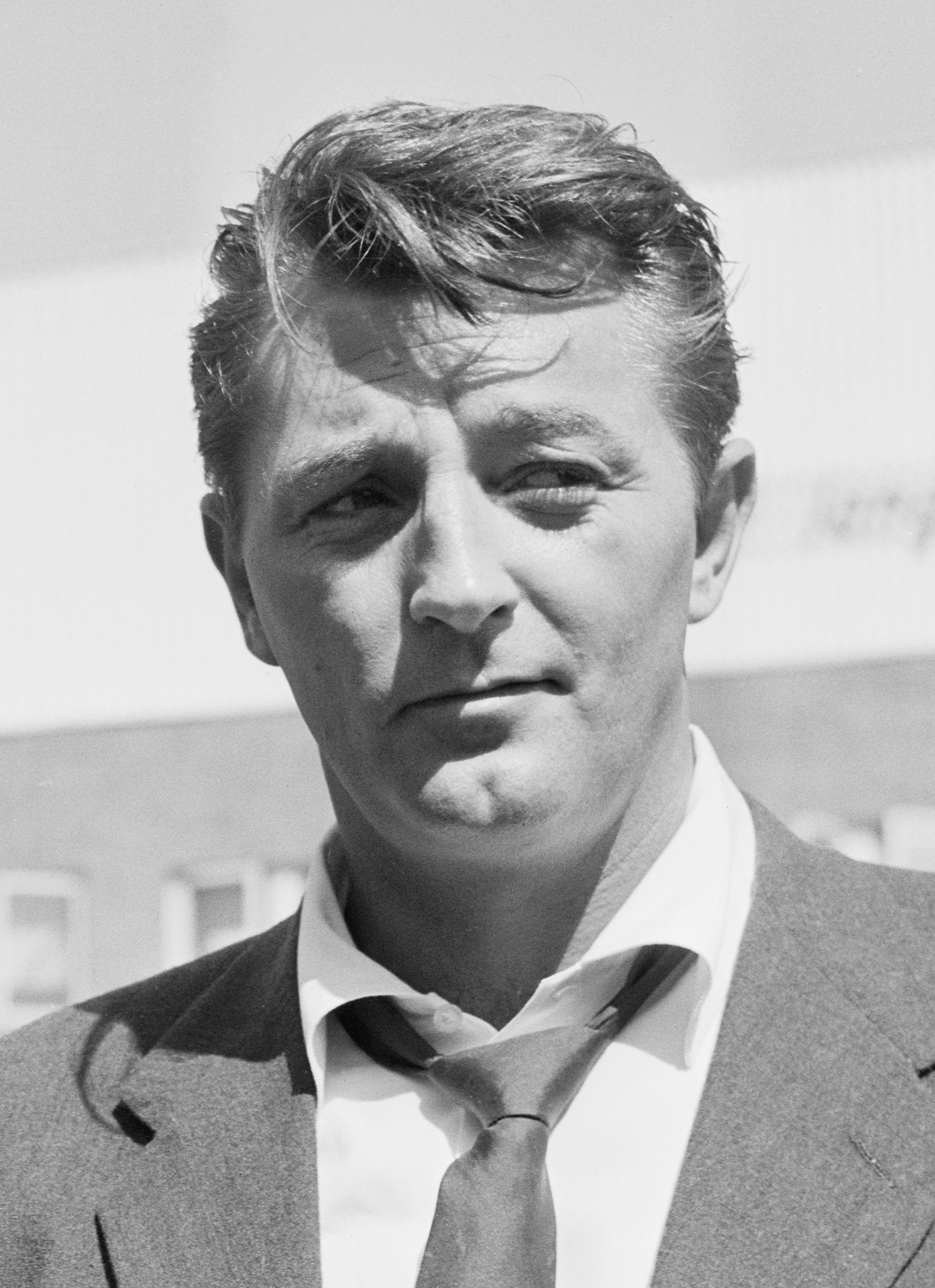
Robert Mitchum (* 6. August)

- 06. August: Robert Mitchum, US-amerikanischer Schauspieler († 1997)
- 08. August: Earl Cameron, britischer Schauspieler († 2020)
- 16. August: François Simon, schweizerischer Schauspieler († 1982)
- 23. August: Tex Williams, US-amerikanischer Schauspieler und Countrysänger († 1985)
- 25. August: Mel Ferrer, US-amerikanischer Schauspieler († 2008)
- 25. August: Lisbeth Movin, dänische Schauspielerin und Regisseurin († 2011)
- 28. August: Aroldo Tieri, italienischer Schauspieler († 2006)

- 02. September: Armando Trovajoli, italienischer Komponist († 2013)
- 11. September: Herbert Lom, tschechisch-britischer Schauspieler († 2012)
- 20. September: Fernando Rey, spanischer Schauspieler († 1994)
- 20. September: Clarice Taylor, US-amerikanische Schauspielerin († 2011)

### Oktober bis Dezember

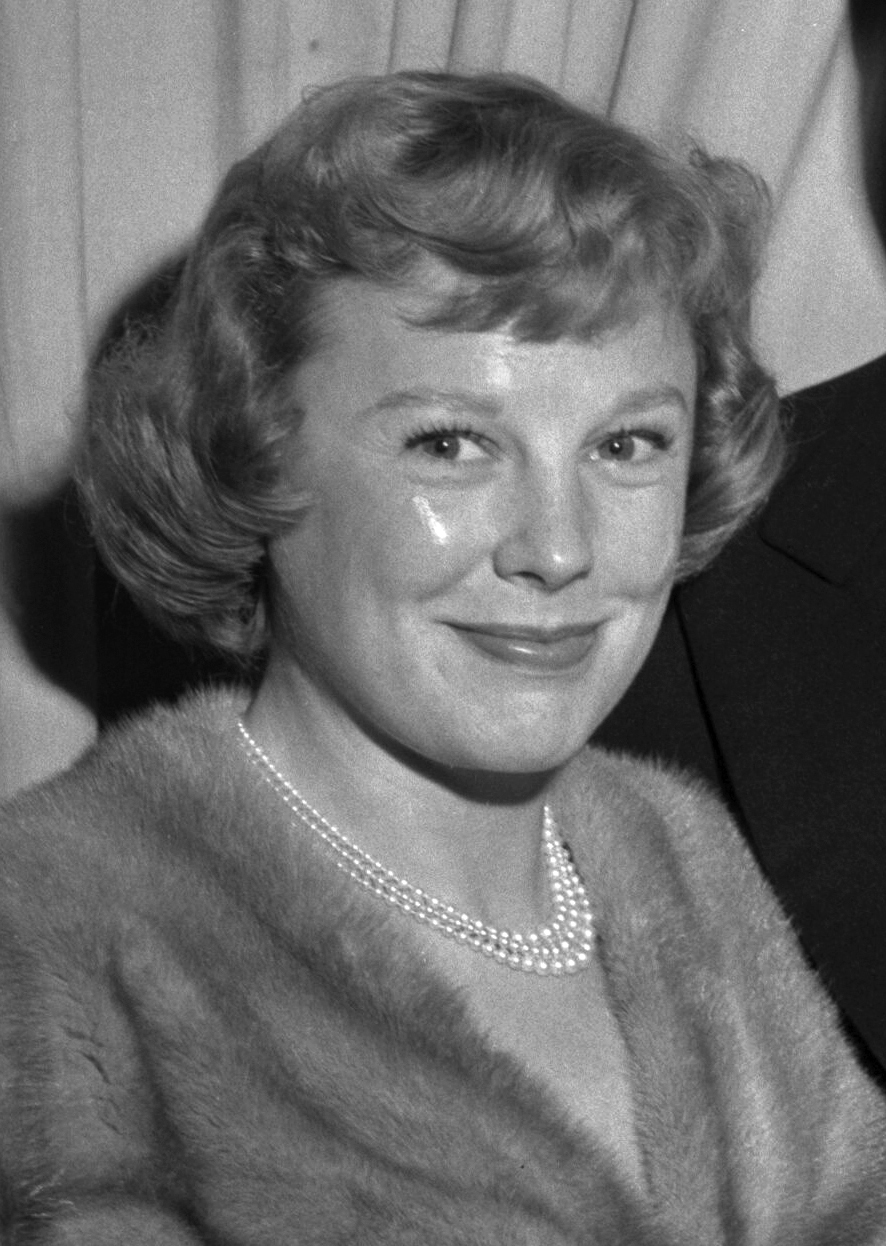
June Allyson (* 7. Oktober)

- 07. Oktober: June Allyson, US-amerikanische Schauspielerin († 2006)
- 15. Oktober: Zoltán Fábri, ungarischer Regisseur († 1994)
- 17. Oktober: Marsha Hunt, US-amerikanische Schauspielerin († 2022)
- 20. Oktober: Jean-Pierre Melville, französischer Regisseur († 1973)
- 22. Oktober: Joan Fontaine, US-amerikanische Schauspielerin († 2013)

- 02. November: Ann Rutherford, US-amerikanische Schauspielerin († 2012)
- 04. November: Leonardo Cimino, US-amerikanischer Schauspieler († 2012)
- 29. November: Roberto Camardiel, spanischer Schauspieler († 1986)
- 29. November: Pierre Gaspard-Huit, französischer Regisseur und Drehbuchautor († 2017)
- 30. November: Ilse Steppat, deutsche Schauspielerin († 1969)

- 01. Dezember: John Merivale, kanadischer Schauspieler († 1990)
- 05. Dezember: Wenche Foss, norwegische Schauspielerin und Sängerin († 2011)
- 22. Dezember: Freddie Francis, britischer Kameramann und Regisseur († 2007)
- 23. Dezember: Walentina Serowa, sowjetische Schauspielerin († 1975)

## Gestorben
- 22. Juni: Jewgeni Bauer, russischer Regisseur (* 1865)
- 2. Juli: Herbert Beerbohm Tree, englischer Schauspieler und Theaterleiter (* 1853)
- 20. Dezember: Eric Campbell, schottischer Schauspieler (* 1880)